# 天翔の龍馬
『天翔の龍馬』（てんしょうのりょうま）は、原作：梅村真也、作画：橋本エイジによる日本の漫画作品。『週刊コミックバンチ』（新潮社）にて2009年42・43合併号から同誌が休刊となった2010年39号まで連載された。

## 概要
本作は「坂本龍馬が史実の死因である近江屋事件後も生きていたら」という「歴史のif」を描いた作品である。話は戊辰戦争勃発という所で「一部完」として中断している。

## あらすじ
大政奉還を成立させ、薩摩・長州対徳川の日本を二分する内乱を防いだ坂本龍馬であったが、武力による政権奪取、倒幕ならぬ討幕を目指す岩倉具視の下、薩摩は坂本龍馬と中岡慎太郎の暗殺（近江屋事件）を画策、実行する。
中岡の機転で一命を取り留めた龍馬は、王政復古の大号令で徳川幕府を追いつめ日本に内乱を引き起こそうとする岩倉、薩長の目論見を防ぐべく奔走。徳川慶喜に「徳川300万石返上」の奇策と、雄藩の出資によるコンペニー（株式会社）設立から「利（利益）による薩長包囲網」を提案する。これを受けた慶喜は、龍馬にフランス公使レオン・ロッシュの説得を命じ、また新選組の土方歳三を護衛に付けさせた。龍馬はロッシュの協力を取り付けることに成功する。岩倉は龍馬の再殺を命じ、中村半次郎が派遣されるが龍馬と土方はこれを返り討ちにする。
一方で陸奥陽之助は命懸けで手に入れた密勅を入手。慶喜と龍馬は密勅を手に「王政復古の大号令」が可決されようとした朝議へ参内した。慶喜は、龍馬の提案した徳川300万石返上に加え、全藩の領地返上を奏上した。
これで日本の内乱は回避されたものと思われたが、あくまでも幕臣として幕府に忠誠を誓う小栗上野介は陰腹を切った上で慶喜を殺害。慶喜は幕府を売ろうとした奸物、上野介こそ真の忠臣として幕府方は薩長との全面戦争への道を進んでいった。

## 登場人物

### 主人公
坂本龍馬（さかもと りょうま）
新しい国が出来た後の夢は「海を天翔ぶ」こと。史実と違い、近江屋事件後も慎太郎の機転によって生き延びた。近江屋事件後、自他に対する怒りにより銀髪となる。
岩倉の侍従衆10数人を素手で叩きのめしたり、丸目兄弟を二人同時に殺さず無力化できる実力を持っているが、人死にが出ることは忌諱する。
上野彦馬（うえの ひこま）
写真家。写真家になる前は医師だった。龍馬の死に顔を撮るため同伴する。慎太郎から唯一龍馬の真相を聞かされる。
陸奥陽之助（むつ ようのすけ）
海援隊隊士。リーゼント状にした前髪が特徴。
龍馬に惚れ込んでおり、紀州藩に彼を殺された思い込んで斬り込もうとした所を新撰組に見つかって殺されようとした所で龍馬に助けられ、彼と再会する。
中山忠能から慶喜を朝議に招聘する勅書を入手、これを奪おうとする岩倉の配下や田中顕助の目を欺き、龍馬に勅書を届けるも、自身は田中顕助に殺害された。
土方歳三（ひじかた としぞう）
徳川慶喜の命を受け、龍馬の護衛として大坂行きに同行する。生き方の違いから龍馬と対立するが、陸奥を始めとした漢達の命懸けの想いを感じ、龍馬を命懸けで助力する。

### 諸藩
土佐藩
中岡慎太郎（なかおか しんたろう）
龍馬の無二の親友。討幕強硬派。近江屋事件まで新しい国が出来た後の「夢」が無かった。
襲撃された際には、自身も重傷を負いながら瀕死の龍馬を担いで近江屋を逃れ、追いつめられると橋から龍馬を川に投げ落とした。その後、龍馬は既に死んでいたと言い張り、捜索の手を緩めさせる。死の床で、上野彦馬にのみ龍馬生存を教えると共に、自身の夢が「龍馬が描いた新しい世界を見ること」だったと気付き、息を引き取った。
後藤象二郎（ごとう しょうじろう）
龍馬から「後藤のおんちゃん」と呼ばれている。基本的には善人に描かれているが、龍馬から「手柄を独り占めにするために近江屋事件を画策したかも」と完全には信用されていない。
田中顕助（たなか けんすけ）
龍馬に対する嫉妬心から裏切り、近江屋に龍馬と中岡が滞在中という情報を薩摩藩に漏らした。
岩倉の命を受け、慶喜を朝議に招聘する勅書を陽之助から奪うために背後から斬り付け殺害するものの、陽之助に読まれていたため勅書の入手には失敗。
岩倉の侍従衆と共に、龍馬が徳川邸に入ることを阻止しようとしたが、土方に斬り殺された。
長州藩
桂小五郎（かつら こごろう）
岩倉の下で、「薩摩藩が龍馬を殺害しなければ長州藩が行っていた」と述べる。
薩摩藩
本作品では、坂本龍馬暗殺（劇中では未遂）について「薩摩藩黒幕の見回り組実行犯説」をとっている。
西郷隆盛（さいごう たかもり）
普段は感情を表に出さないように、自分を律する哲人。「討幕」のため、友である龍馬を暗殺するように仕向けた。しかし、それでも龍馬暗殺について涙を流した。
中村半次郎（なかむら はんじろう）
岩倉の命を受け、丸目兄弟と共に大坂から京に戻ろうとする坂本龍馬を襲うが、護衛に就いていた土方歳三と死闘を繰り広げ、返り討ちにされる。
丸目惣介・丸目凶介
暗殺を生業とした兄弟。中村半次郎と共に大阪から京に戻る龍馬、土方を襲撃するも、返り討ちにされる。

### 幕府関係者
徳川慶喜（とくがわ よしのぶ）
切れ者過ぎるが故に、旧来の思考しかできない幕閣とはソリが合わずにいる。
「武」ではなく「利」を持って薩長を包囲、無力化するという案を龍馬から提示され大いに気に入って、この策を独断で受け入れる。
龍馬から託された勅書を元に、王政復古の大号令発布当日、徳川400万石の返上を自ら申し出る。その後、小栗に刺されて死去。
幕臣
勝海舟（かつ かいしゅう）
民衆が変革を求めていることを悟り、幕府を見限っていた。
小栗上野介（おぐり こうずけのすけ）
廃藩置県の構想を持ち、徳川家のもとで日本を統一しようとしていた。
そのまま幕府が滅ぶのを潔しとせず、陰腹をした上で、徳川400万石返上を申し出た後の慶喜を刺し、自らも死亡した。
永井尚志（ながい なおゆき）
龍馬暗殺を新撰組の仕業と思って近藤・土方を呼びつけるが、土方の無言の脅しによりそれを引っ込める。
柳生俊益（やぎゅう とします）
慶喜の護衛頭として、慶喜と話をしに来た龍馬を排除しようとして逆に殴り倒された。
龍馬が勅書を携えた際には、それを阻止しようとする薩摩藩兵を斬り捨てた。
新撰組
近藤勇（こんどう いさみ）
この作品では巨大な包丁の様な武器を使用する。
沖田総司（おきた そうじ）
既に労咳を病んでいる。龍馬と遭遇するが、斬ると土方に怒られそうだとして見逃す。
伊東甲子太郎（いとう かしたろう）
新撰組離脱後に勤皇派に鞍替えし、龍馬・中岡に新撰組により狙われていることを告げ、土佐藩邸に移ることを進めるが断られる。
伊東鉄五郎（いとう てつごろう）
紀州藩邸に斬り込もうとした陸奥を見つけ、斬ろうとするが龍馬に殴られて昏倒する。

### 朝廷関係者
岩倉具視（いわくら ともみ）
「討幕派の怪物」と呼ばれる筋骨隆々の公卿。
蟄居中の身でありながら、西郷隆盛、桂小五郎ら薩長の重鎮を自宅に集めて打倒徳川幕府を画策する。
中山忠能（なかやま ただやす）
前大納言。かつて討幕の密勅を出したが、これには帝の署名も印も無く、仮に薩長が徳川に敗れた場合には「偽勅を出した自分の責」として、実の孫でもある帝への追及をかわすためであった。
陸奥陽之助の説得を受け、慶喜を朝議に招聘する勅書を陽之助に預ける。
睦仁（むつひと）
若き帝。後の明治天皇。

### その他
レオン・ロッシュ
駐日フランス公使。
フランスは徳川幕府に多大な肩入れをしていたが、既に幕府側に存続の目が無いとみて、ロッシュに帰国命令を出していた。
徳川慶喜は龍馬の案を受け入れる条件として、レオン・ロッシュの説得を命じた。
大阪湾に停泊しているフランス極東艦隊旗艦上で龍馬と会談。ロシアンルーレットの勝負を挑むが、5連発拳銃の引き鉄を5回連続で引いた（最後の1発は空砲だった）龍馬に武士道=騎士道を見て、独断で幕府への協力継続を確約する。

## 単行本
新潮社バンチコミックスより全5巻
1. 2010年1月9日 ISBN 978-4107715364
2. 2010年3月9日 ISBN 978-4107715500
3. 2010年6月9日 ISBN 978-4107715685
4. 2010年8月9日 ISBN 978-4107715807
5. 2010年11月9日 ISBN 978-4107716002

ゼノンコミックスより全3巻。
1. 2017年5月20日 ISBN 978-4199804168
2. 2017年6月20日 ISBN 978-4199804236
3. 2017年6月20日 ISBN 978-4199804243

## 関連
- 『ちるらん 新撰組鎮魂歌』 - 本作の直後に連載が開始された梅村真也、橋本エイジのコンビによる作品。近藤勇、沖田総司など新選組のメンバーは本作のキャラクターデザインを踏襲している。一方で、土方歳三や松平容保のデザインは変更されている。